# Славский, Ефим Павлович
Ефи́м Па́влович Сла́вский (26 октября [7 ноября] 1898, село Макеевка, Таганрогский округ, область Войска Донского — 28 ноября 1991, Москва) — советский государственный деятель, специалист в области цветной металлургии, руководитель советской атомной промышленности. Трижды Герой Социалистического Труда (1949, 1954, 1962), один из руководителей проекта по созданию советского ядерного оружия, один из создателей уранодобывающей промышленности как в СССР, так и в странах Восточной Европы, министр (председатель госкомитета) среднего машиностроения СССР (1957—1986). Член ЦК КПСС (1961—1990). Депутат Верховного Совета СССР 5—11-го созывов.

## Биография
Родился в крестьянской семье отставного царского солдата. Отец — Файвель Славский. Мать — Евдокия Петровна, после смерти мужа вышла замуж за вдовца Федота Патану. Родился на территории Российской империи, но на момент выдачи паспорта это уже была территория Украинской ССР.
Работать начал в 1912 году шахтёром в Донбассе. Член РКП(б) с апреля 1918 года, тогда же поступил в РККА.
В рядах Красной армии служил до 1928 года, участвовал в Гражданской войне 1918—1920 годов, воевал в составе Первой Конной армии. После демобилизации из армии по призыву партии как «парттысячник» отправился получать инженерное образование. Поступив в Московскую горную академию, окончил Московский институт цветных металлов и золота в 1933 (образовавшийся после разделения академии на шесть вузов).
В 1933—1940-х годах работал на заводе «Электроцинк» в Орджоникидзе (ныне — Владикавказ) — инженером, начальником цеха, главным инженером, директором завода. Проживал в так называемом «Доме специалистов» на Ростовской улице. В 1936 году, будучи дружен с «махровым троцкистом» инженером Мамсуровым, был исключён из партии и сам оказался на грани ареста, но вскоре исключение из партии было заменено на строгий выговор.
В 1940—1941 годах был директором Днепровского алюминиевого завода в Запорожье, в 1941—1945 — Уральского алюминиевого завода в Каменске-Уральском.
В 1945—1946 годах работал заместителем наркома цветной металлургии СССР.
В 1946—1953 занимал пост заместителя начальника Первого главного управления при Совете Министров СССР. Одновременно в 1947—1949 годах был директором и главным инженером комбината № 817. С апреля 1947 работал сначала директором строящегося комбината № 817, а затем при освоении технологии основных производств по переработке плутония, его радиохимического выделения и изготовления ядерного заряда для первой бомбы до 1949 года работал главным инженером.
1949 год — Сталинская премия I степени. Удостоен звания Героя Социалистического Труда (вместе с Б. Л. Ванниковым, И. В. Курчатовым и Ю. Б. Харитоном) за работу по созданию атомной бомбы.
1951 год — Сталинская премия I степени.
В 1953—1957 годах был первым заместителем министра среднего машиностроения СССР.
1954 год — второй раз присвоено звание Героя Социалистического Труда (за работы по созданию водородной бомбы).
В 1957—1963 годах и позже (с 1965 года) был министром среднего машиностроения СССР. В 1963—1965 годах был председателем Госкомитета по среднему машиностроению СССР.
Имеет непосредственное отношение к созданию «атомных городов»: Актау (Шевченко) (Мангистауская область), Озёрск (Челябинская область), Северск, Зеленогорск и Железногорск — а также к строительству практически всех АЭС Советского Союза в период до 1980-х годов.
Кроме этого, с санкции Славского подразделениями спецстроя Минсредмаша СССР возводились многие социальные объекты страны, такие как Сибирский ботанический сад, Новосибирский Академгородок, Томский Академгородок, сибирский курорт «Белокуриха» и другие, а также был сохранён парк усадьбы Опалиха-Алексеевское, где располагался дом отдыха Минсредмаша.
В августе 1957 года им было принято решение о строительстве Сибирской АЭС (в составе Сибирского химического комбината).
7 марта 1962 года Указом Президиума Верховного Совета СССР («закрытым») за участие в организации работ по созданию и испытанию самой мощной в мире термоядерной (водородной) бомбы награждён третьей золотой медалью «Серп и Молот».
В начале 1960-х годов Славский поддерживал проект запуска широкомасштабной программы «мирных атомных взрывов», подготовленной Ю. Трутневым и Ю. Бабаевым и настоял на строительстве первой АЭС на быстрых нейтронах (БН-350) в г. Шевченко (ныне Актау), введенной в эксплуатацию 16 июля 1973 года.
1980 год — удостоен Ленинской премии.
21 ноября 1986 года в возрасте восьмидесяти восьми лет был отправлен в отставку и стал персональным пенсионером союзного значения. Рекордсмен по продолжительности непрерывного руководства одной отраслью — более двадцати девяти лет, и по возрасту увольнения — на восемьдесят девятом году жизни.
Член ЦК КПСС (1961—1990). Депутат Верховного Совета СССР 5—11-го созывов (с 1958 года).
Последние годы жизни провёл в доме отдыха «Опалиха» (усадьба Опалиха-Алексеевское), располагавшегося в дачном посёлке Опалиха Красногорского района Московской области (ныне — микрорайон), где за ним было закреплено постоянное помещение.

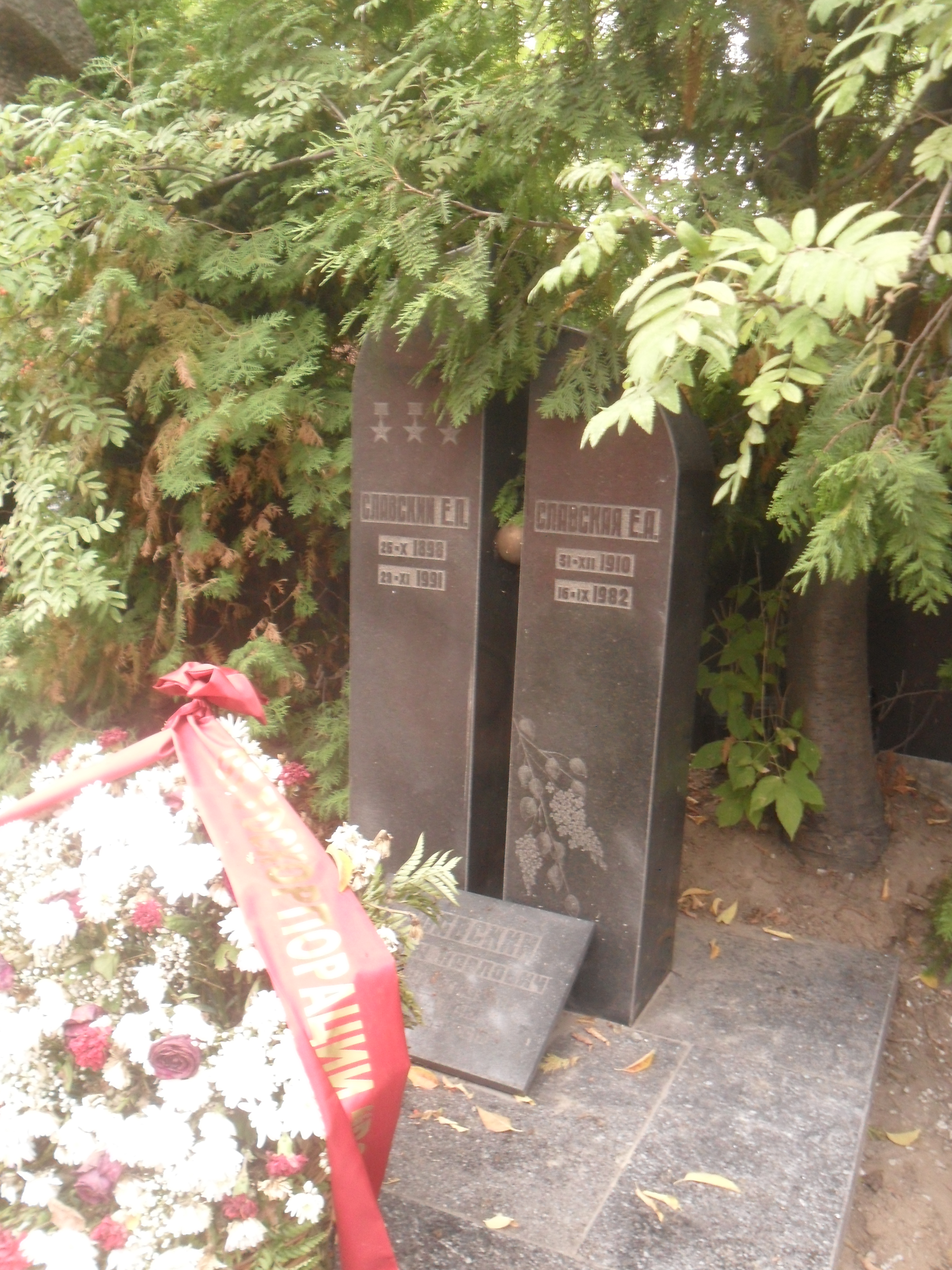
Могила Е. П. Славского на Новодевичьем кладбище Москвы

Скончался 28 ноября 1991 года в Москве. Похоронен на Новодевичьем кладбище.

## Награды и премии
- Трижды Герой Социалистического Труда (29.10.1949, 4.01.1954, 7.03.1962)
- 10 орденов Ленина (25.07.1942, 10.02.1944, 23.02.1945, 29.10.1949, 11.09.1956, 25.10.1958, 25.10.1968, 25.10.1971, 25.10.1978, 25.10.1983)
- Орден Октябрьской Революции (25.10.1973)
- Орден Отечественной войны I степени (11.03.1985)
- 2 ордена Трудового Красного Знамени (24.12.1953, 29.07.1966)
- Медаль «За трудовую доблесть» (21.08.1953)
- другие медали СССР и зарубежных стран
- Орден «Звезда дружбы народов» II степени (1978, ГДР)
- Орден Дружбы (ЧССР)

- Ленинская премия (1980)

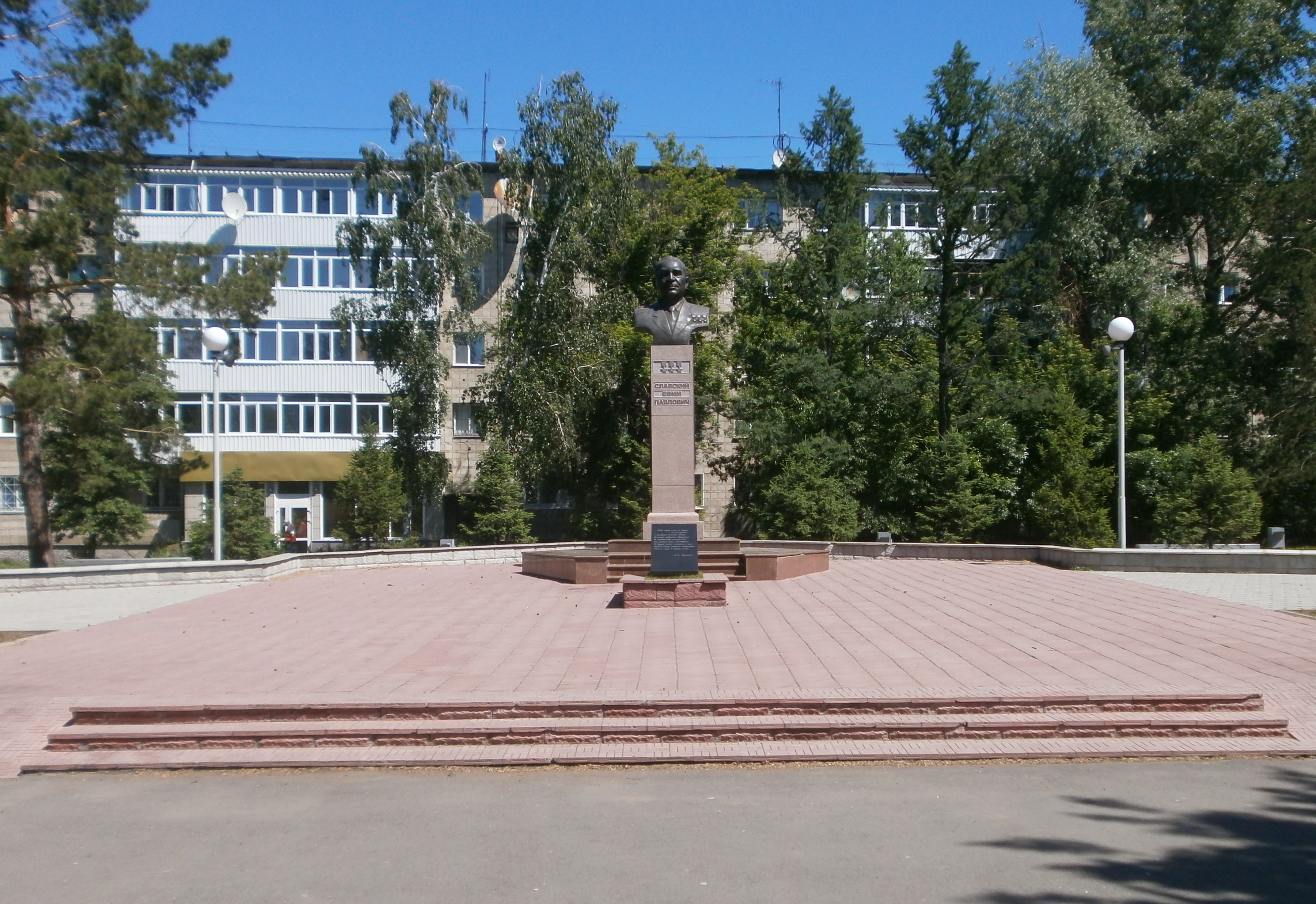
Памятник в Усть-Каменогорске

- Сталинская премия II степени (1949)[13] и I степени (1951)[14]
- Государственная премия СССР (1984)
- Почётный гражданин города Северска (ранее — г. Томск-7) (19.07.1979)[15]
- Почётный гражданин города Обнинска
- Почётный гражданин города Зеленогорска (Красноярск-45; 17.06.1981)
- Почётный гражданин города Усть-Каменогорска[16]
- Почётный гражданин Самарского (ныне — Кокпектинского района) Восточно-Казахстанской области (30.05.1967)[17].

## Воспоминания
- Славский Е. П. Когда страна стояла на плечах ядерных гигантов // Военно-исторический журнал. — 1993. — № 9. — С. 13—24.

## Черты личности
На одном из совещаний Ефим Павлович, 70-летие которого только что отметили, ставя перед коллективом какую-то неимоверно сложную задачу, вдруг сказал: «Ровно через год проверю. Если кто-то надеется, что я до следующего дня рождения не дотяну, — тот глубоко ошибается: моей маме уже 93 и она чувствует себя прекрасно». Подтверждением этих слов является то, что и в 88 лет он продолжал возглавлять Министерство среднего машиностроения СССР.

В прошлом Славский — один из командиров Первой Конной; при мне он любил вспоминать эпизоды из этого периода своей жизни. Под стать характеру Славского его внешность — высокая мощная фигура, сильные руки и широкие покатые плечи, крупные черты бронзово-красного лица, громкий, уверенный голос.— Из воспоминаний академика А. Д. Сахарова
Природа наградила Славского богатырским здоровьем. Аварии случались часто, особенно в первое время работ по атомному проекту. И всегда Ефим Павлович первым шёл в опасную зону. Много позже врачи попытались определить, сколько именно он «набрал рентген». Называли цифру порядка полутора тысяч, то есть у Славского набралось три смертельные дозы. Но он выдюжил!
Среди коллег имел прозвище «Ефим Великий».
С начала 50-х годов и до смерти проживал по адресу: Москва, ул. Поварская, д. 31/29 (в настоящее время — объект культурного наследия, «дом Минсредмаша».). Его соседями по дому были Авраамий Завенягин, Борис Бутома, Андраник Петросьянц, Николай Павлов, Василий Конотоп.

## Критика
В своих дневниках, посвящённых разбору причин Чернобыльской аварии, академик В. А. Легасов высказал мнение, что это происшествие было не случайным, а к нему вела вся культура управленческих решений «советского» периода (от рядовых должностей до самого «верха»), от сознательности и ответственности сварщика трубопроводов на АЭС до культуры министра атомной энергетики:

«Мы шли к Чернобылю. Только он должен был, по моим оценкам, произойти не в Чернобыле, а на Кольской станции и на несколько лет раньше, когда там обнаружили, что в главном трубопроводе, по которому подаётся теплоноситель, сварщик, чтобы получить премию и сделать быстрее, вместо того, чтобы заварить задвижку, на самом ответственном месте… просто в канал заложил электроды и слегка их сверху заварил. Это чудом просто обнаружили… …мы бы просто потеряли полностью Кольский полуостров».

По свойству своего характера я начал более внимательно изучать этот вопрос и кое-где занимать более активные позиции и говорить, что действительно нужно следующее поколение атомных реакторов более безопасных… Но это вызвало в Министерстве исключительную бурю. Бурю негодования. Особенно у министра Славского, который просто чуть ли не ногами топал на меня, когда говорил, что это разные вещи, что я неграмотный человек, что лезу не в своё дело.
— Цитаты из дневников академика В. А. Легасова в разборе американского сериала «Чернобыль»

## Увековечение памяти

### Награда имени Е. П. Славского
- В 2008 году приказом Госкорпорации «Росатом» был учреждён нагрудный знак (ведомственный орден) «Е. П. Славский». Этим знаком награждаются работники организаций, осуществляющие деятельность в сфере использования атомной энергии[22].

### Организации
- Приаргунское производственное горно-химическое объединение имени Е. П. Славского (2018)
- Научно-культурный центр имени Е. П. Славского (Димитровград)[23][24]

### Памятники и мемориальные доски
- Бронзовый бюст на родине в Макеевке.
- Стела в Ессентуках на территории санатория «Жемчужина Кавказа»[25].
- Бронзовый бюст на площади перед проходной завода «Электроцинк» (Владикавказ)[26].
- Стела в доме отдыха «Колонтаево» в Ногинском районе Московской области[27].
- Памятник в г. Усть-Каменогорск (Казахстан)[28].
- Мемориальная доска на здании госкорпорации «Росатом» (Москва, улица Большая Ордынка, 24), открыта в марте 2007.
- Мемориальная доска на здании проходной Уральского алюминиевого завода (Каменск-Уральский), открыта 4 сентября 2015 года[29].
- Мемориальный камень в сквере около центральной проходной ПАО «Машиностроительный завод» (Электросталь Московской области), открыт 28 сентября 2017 года[30].
- Памятник в сквере у госкорпорации «Росатом» (Москва, улица Большая Ордынка, 24).
- Скульптура в сквере Первостроителей в городе Саянске (Иркутская область), установлена 22 июля 2020 года[31].
- Бюст в сквере ветеранов атомной промышленности г. Лермонтов Ставропольского края[32]. 2021 г.

### Улицы
- Именем Славского названа набережная реки Иртыш в г. Усть-Каменогорске (Казахстан) — «Набережная Иртыша имени Е. П. Славского» (ранее — просто «Набережная Иртыша»);
- улица в г. Макеевке, Украина.
- улица в г. Рыбинске;
- улица в г. Северске (Томская область);
- улица в городе-курорте Белокуриха (Алтайский край)[33].
- улица в г. Степногорске (Акмолинская область, Казахстан);
- улица в г. Димитровграде (Ульяновская область);
- Улица Славского в Москве;
- улица в г. Курчатов (Курская область);
- бульвар Славского в г. Каменск-Уральский[34];
- улица в г. Обнинске (Калужская область).
- Проспект Славского между Калужским и Симферопольским шоссе в Новой Москве.